# Чемпионат мира по шоссейным велогонкам 2019 — индивидуальная гонка (андеры)
Индивидуальная гонка с раздельным стартом у андеров  на чемпионате мира по шоссейному велоспорту 2019 года прошла 24 сентября в британском Харрогейте. Победу третий год подряд одержал датский велогонщик Миккель Бьерг.

## Участники
Страны-участницы определялись на основании рейтинга UCI World Ranking. Максимальное количество гонщиков в команде не могло превышать 2 человек при условии что один из них участвует в групповой гонке. Помимо этого вне квоты могли участвовать действующие чемпионы континентальных чемпионатов. Всего участие приняло 61 участник из 38 стран.
| Национальные сборные (38)- Ангилья - Австралия - Австрия - Бельгия - Беларусь - Канада - Чили - Чехия - Дания - Эритрея - Испания - Франция - Великобритания - Германия - Венгрия - Ирландия - Италия - Япония - Казахстан - Люксембург - Нидерланды - Норвегия - Новая Зеландия - Парагвай - Польша - Португалия - Румыния - ЮАР - Россия - Словения - Сербия - Швейцария - Словакия - Сирия - Китайский Тайбэй - Тринидад и Тобаго - Украина - США |
| |

## Маршрут
Старт располагался в Рипоне. Далее трасса шла через Уормалд-Грин, Рипли, Бирствит, Хампстхвуэйт и финишировала в Харрогейте. Последний километр сначала включал на протяжении 400 метров три резких поворота, после чего начиналась финишная прямая длинной 600 метров шедшая в подъём (на первых 100 метрах градиент в 4%).
Общая протяженность маршрута составила 32 километра.

## Результаты
| \| Генеральная классификация \| Генеральная классификация \| Генеральная классификация \| Генеральная классификация \| Генеральная классификация \| \| Гонщик \| Гонщик \| Команда \| Время \| \| \| ------------------------- \| ------------------------- \| ------------------------- \| ------------------------- \| ------------------------- \| \| 1-й \| Миккель Бьерг \| Дания U23 \| 40' 20 \| \| \| 2-й \| Иэн Гаррисон \| США U23 \| + 27 \| \| \| 3-й \| Брэндон Макналти \| США U23 \| + 28 \| \| \| 4-й \| Матиас Йёргенсен \| Дания U23 \| + 38 \| \| \| 5-й \| Брент Ван Мер \| Бельгия U23 \| + 44 \| \| \| 6-й \| Мортен Хулгард \| Дания U23 \| + 56 \| \| \| 7-й \| Нильс Экхофф \| Нидерланды U23 \| + 1' 01 \| \| \| 8-й \| Байрон Мантон \| ЮАР U23 \| + 1' 27 \| \| \| 9-й \| Маркус Уайлдауэр \| Австрия U23 \| + 1' 39 \| \| \| 10-й \| Дан Хооле \| Нидерланды U23 \| + 1' 47 \| \| |                  |                |         |
| |                  |                |         |
| Источник: ProCyclingStats |                  |                |         |
| Генеральная классификация |                  |                |         |
| Гонщик | Гонщик           | Команда        | Время   |
| 1-й | Миккель Бьерг    | Дания U23      | 40' 20  |
| 2-й | Иэн Гаррисон     | США U23        | + 27    |
| 3-й | Брэндон Макналти | США U23        | + 28    |
| 4-й | Матиас Йёргенсен | Дания U23      | + 38    |
| 5-й | Брент Ван Мер    | Бельгия U23    | + 44    |
| 6-й | Мортен Хулгард   | Дания U23      | + 56    |
| 7-й | Нильс Экхофф     | Нидерланды U23 | + 1' 01 |
| 8-й | Байрон Мантон    | ЮАР U23        | + 1' 27 |
| 9-й | Маркус Уайлдауэр | Австрия U23    | + 1' 39 |
| 10-й | Дан Хооле        | Нидерланды U23 | + 1' 47 |